# 盧煜明
盧煜明，SBS，JP（1963年10月12日—）是分子生物學的臨床應用專家，香港中文大學教授。主要研究人體內血漿的DNA和RNA。2011年成為皇家學會的會員，2013年當選為發展中國家科學院院士和美國國家科學院外籍院士，2023年当选中国科学院院士，有「無創產前檢測之父」之稱。2025年1月8日，盧煜明接替段崇智，出任第9任香港中文大學校長。

## 生平
盧煜明生於香港，童年時性格頑皮，幼稚園時操行只有「C-」級而被小學校長拒收，到升上小學後又因與同學打架而被校長體罰。盧煜明在升上小學高年級後開始發奮讀書，直升聖若瑟書院後成績一直名列前茅，憑高考3A1B成績考入劍橋大學負笈英國。1986年英國劍橋大學取得文學士學位後，1989年在牛津大學取得內外全科醫學士學位，之後在1994年及2001年於牛津大學取得哲學博士及醫學博士學位，在牛津大學赫特福德學院擔任自然科學初級研究員。後來升任為臨床生物化學講師及格林學院院士。曾任牛津大學教學醫院約翰‧拉德克利夫醫院化學病理學榮譽顧問。1997年，盧煜明回到香港，在香港中文大學醫學院繼續研究工作。
盧煜明現為香港中文大學校長、香港中文大學醫學院李嘉誠醫學講座教授、化學病理學講座教授、醫學院副院長（研究）及李嘉誠健康科學研究所所長。此外亦曾任香港臨床生化學會會長，現任香港研究資助局委員。
2021年，有報道指盧煜明以2.1億港元購入尖沙咀名鑄一單位。
2024年9月22日，因應中文大學校長段崇智請辭並將於明年1月卸任，盧煜明獲遴選委員會推薦為中大校長候選人，且為惟一候選人。2024年9月27日，中大校董會全票通過盧煜明的提名，將於2025年1月8日上任。

## 技術成果及應用
在牛津大學學醫時，盧煜明便發現通常使用羊膜穿刺術為孕婦對胎兒進行診斷檢查具有一定的危險性，他一度考慮使用孕婦的血细胞做檢測，但後來發現孕婦的血細胞中所含有胎兒的DNA含量太少，不足以用作醫學診斷。後來盧煜明又做了多年的研究，仍然未能在孕婦血細胞中所含胎兒DNA的數量方面取得突破。美國一個研究隊伍花鉅資從事這項研究，也僅能在40%的孕婦血細胞中確定有胎兒的DNA。
後來一篇有關癌症的論文發表，揭示了癌症病人的血浆中含有癌細胞的 DNA。癌細胞寄生在病人身上與胎兒寄生在母體上相類似，既然癌細胞會釋放 DNA 到人體血漿中，也應該能從母體血漿中找到胎兒的DNA。盧煜明決定將過去從孕婦血細胞中尋找胎兒 DNA 的研究，改為從孕婦血漿中去尋找。結果盧煜明在孕婦血漿中發現了男性DNA。由於母親作為女性本身沒有男性 DNA，孕婦血漿中的男性DNA只能是來自胎兒。
盧煜明證明了在母親的血漿內有胎兒 DNA 存在的理論，並發展出一套新的技術可以用來準確地分析和量度這在母親血漿內的胎兒DNA。他闡明了這從未被發現的自然現象的基本參數，包括胎兒 DNA 濃度與懷孕期的關係及產後之肅清速度等，對於該研究領域以後的發展，有深遠的影響。總括而言，該項目是國際基本醫學領域上其中一個具有指標性的研究，並且對產前診斷的未來發展有重要的影響。
盧煜明在血漿DNA這科研領域上發表過107篇SCI收錄論文，其中73篇影響因數（IF）在5以上，12篇在IF10以上，7篇在IF20以上，1篇在IF35以上。多篇論文刊載於世界頂尖的期刊，如New England Journal of Medicine (IF38.6)，Lancet (IF21.7)，PNAS (IF10.5) 及American Journal of Human Genetics (IF12.3) 等。當中17篇文章的總引用率1199次，他引857次。技術取得或申請了7項國際專利。此外，盧煜明受邀在國際學術會議上做報告40次。

### 孕婦產前檢查
盧煜明於1997年發表《母親血漿中胎兒核酸的探索與應用》文章，當中提到他發現女性在懷孕期間，體內的胎兒會釋放DNA和RNA至母親的血漿之中，而且佔母親血漿中的DNA達5%之高。孕婦只需驗血便可得知出胎兒性別、Rh血型、乙型地中海貧血症及其他疾病。以此方法檢查胎兒的血型，準確度近 100%，亦可避免羊膜穿刺法之相關流產風險。技術後來被其他地方不同實驗室用於常規檢測，盧煜明後來亦將有關技術引申至其他不同的範疇，例如癌症、心臟病等。

### 胎兒唐氏症候群檢測
盧的研究也曾經發現，只須向懷孕十二至十四周的母親抽取血液，將第二十一組染色體的列序排列出來，並利用螢光試劑放在該排列上，便可檢測胎兒是否有機會患有唐氏症候群，相對於傳統羊膜穿刺術、絨毛膜組織化驗的流產風險較低。方法也比化驗血液甲胎蛋白及超聲檢查的準確性較高，和後者比也可較早進行。

### 鼻咽癌的診斷
1999年，盧煜明研究出透過病人血漿中尋找與鼻咽癌有密切關係的EB 病毒DNA，診斷鼻咽癌，準確度達95%的方法。原理為癌細胞死亡以後，其DNA 會流入血液，而病人血漿中的癌病毒DNA 越高，死亡率也高。這方法比起以往憑主觀判斷病人患病程度的方法，可作為客觀的指標。

### 醫療判斷指標
現時的搶救治療做法是，臨床估計傷者受傷最嚴重的3個部位，給予1至5分（5分為最高分），若其中一個部位得5分，傷者的情況便十分危險，隨時有喪命可能。然而這個方法只是估計，而且要等候約12小時才能得出較準確的估計，並不是最理想的做法。盧煜明正研究以驗血的方法，檢測患者血液中含有多少因細胞受傷後死亡而「掉落」血液中的DNA，從而準確地推算患者的傷勢和痊癒機會，預計將來可發展出一套新的醫療判斷指標。當人體某些部位受傷後，細胞便會死亡，而其中的DNA會進入血液中，透過檢測被這些死亡細胞帶入血中的DNA數量，形成一個「血漿指數」，配合心跳、血壓和性別等資料，可客觀地推算出患者的傷勢屬「危殆」和「嚴重」等，以及其存活率。這方法可作為客觀的指標，協助急症室分流傷者，及早給予適當治療。一般人每毫升血液中有500到2000單位的DNA，若傷者血液中的DNA超過10萬個單位，在科學上看來已是「必死無疑」。在2010年前，可在急症上廣泛使用這種方便的指數。

## SARS事件中的貢獻
2003年起在中國廣東省爆發嚴重急性呼吸道症候群(SARS) 流行病。而疫情迅速傳播到香港地區。2003年3月末，中大醫學院委任盧煜明統籌一個專責對抗 SARS的研究小組，研究病毒基因圖譜、行蹤等各方面，並發展新的快速測試病毒方法。研究小組於工作第十三日將病毒三萬個基因密碼全部破解。4月16日與香港大學同一時間向世界公布基因排序。比加拿大及美國疾病及預防控制中心稍慢一步。
盧煜明又將其母親血漿內有胎兒 DNA 存在理論應用於SARS冠状病毒測試。他的研究小組發現冠狀病毒有如胎兒，會同樣將病毒基因釋放到血漿中。最後成功研究出一種新的測試法，可以在病人入院後第一日進行測試，準確度高達八成，而且可以量化計算病人病情嚴重性。測試證明，需要進入深切治療部的SARS病人，比病況輕微的SARS病人體內病毒多三十倍。測試法的作用可有效偵察出病毒會否來襲。

## 政治參與
在2021年香港立法會選舉中，盧煜明是科技創新界功能界別選民，同時也是九龍西選區登記選民。他隸屬的香港中文大學轉化腫瘤學國家重點實驗室也是同一功能界別的團體票選民。盧煜明同時是選舉委員會的成員。
盧煜明是親政府派香港再出發大聯盟的共同發起人之一。

## 個人生活
盧煜明的爸爸為青山醫院前院長盧懷海，自小在爸爸的耳濡目染下對科學產生興趣，課餘時間愛看科學雜誌。
盧煜明與妻子黃小玲於1990年代在牛津大學修讀博士相識，兩人於1994年畢業，同年結婚，婚後兩人沒有子女。1997年，盧煜明與太太回流香港發展，妻子在退休前曾任香港大學教育學院副院長。

## 馬主生涯
由2024-2025馬季開始，盧煜明正式加入香港賽馬會馬主行列，名下賽駒包括「科創世紀」（蘇偉賢馬房賽駒，與容樹恒、徐和邦、陳君賜合夥）。

## 曾獲獎項
- 2000年 香港十大傑出青年
- 2000年 香港傑出領袖獎（星島日報與CNBC合辦）
- 2001年 世界傑出青年獎
- 2005年 中國國家自然科學獎二等獎[18]
- 2006年至2007年度 裘槎基金會「優秀科研者獎」
- 2016年 未来科学大奖“生命科学奖”
- 2016年 湯森路透引文桂冠獎
- 2018年 2018年卓越遺傳學研究獎（美洲華人遺傳學會）
- 2019年 復旦 — 中植科學獎
- 2019年 香港都會大學榮譽理學博士[19]
- 2020年 2021年科學突破獎 —— 生命科學獎
- 2022年 拉斯克臨床醫學研究獎

## 外部連結
- 香港中文大學新聞發佈 （页面存档备份，存于）
- 香港中文大學化學病理學系盧煜明教授
- 香港醫生網[永久]
- 醫訊一站通

| 教育職務      | 教育職務                        | 教育職務 |
| ------------- | ------------------------------- | -------- |
| 前任： 段崇智 | 香港中文大學校長 2025年1月8日－ | 現任     |